# L'última casa a l'esquerra
L'última casa a l'esquerra (títol original en anglès: Last house on the left (2009)) és una pel·lícula de terror gore i thriller del 2009 dirigida per Dennis Iliadis. Fou doblada al català. És un remake de la pel·lícula L'última casa de l'esquerra (1972).